# Władisław Dujun
Władisław Nikołajewicz Dujun, ros. Владислав Николаевич Дуюн, ukr. Владислав Миколайович Дуюн, Władysław Mykołajowicz Dujun (ur. 9 maja 1977 w Izmaile w obwodzie odeskim) – rosyjski piłkarz pochodzenia ukraińskiego, grający na pozycji pomocnika, a wcześniej obrońcy. Zmienił ukraińskie obywatelstwo na rosyjskie.

## Kariera piłkarska

### Kariera klubowa
Wychowanek DJuSSz w Izmaile, a potem klubu Uniwer-Charków. W 1995 rozpoczął karierę piłkarską w klubie Łokomotyw Znamianka, a potem Zirka-NIBAS Kirowohrad oraz Metalist Charków. Na początku 1996 wyjechał do Rosji, gdzie został piłkarzem Spartaka Moskwa. W 1997 przeniósł się do Łokomotiw Niżny Nowogród. W 1998 przeszedł do Rostsielmaszu Rostów nad Donem, w którym występował przez trzy lata, po czym powrócił do Łokomotiwu Niżny Nowogród. Od 2001 bronił barw klubów FK Batajsk, Sokoł Saratów, Witiaź Podolsk, Bałtika Kaliningrad, Awangard Podolsk i Pietrotriest Sankt Petersburg.

### Kariera reprezentacyjna
W 1996 rozegrał jeden mecz w młodzieżowej reprezentacji Ukrainy.

## Sukcesy i odznaczenia

### Sukcesy klubowe
- mistrz Pierwszej Lihi Ukrainy: 1995
- mistrz Rosji: 1996